# Estação Gorg

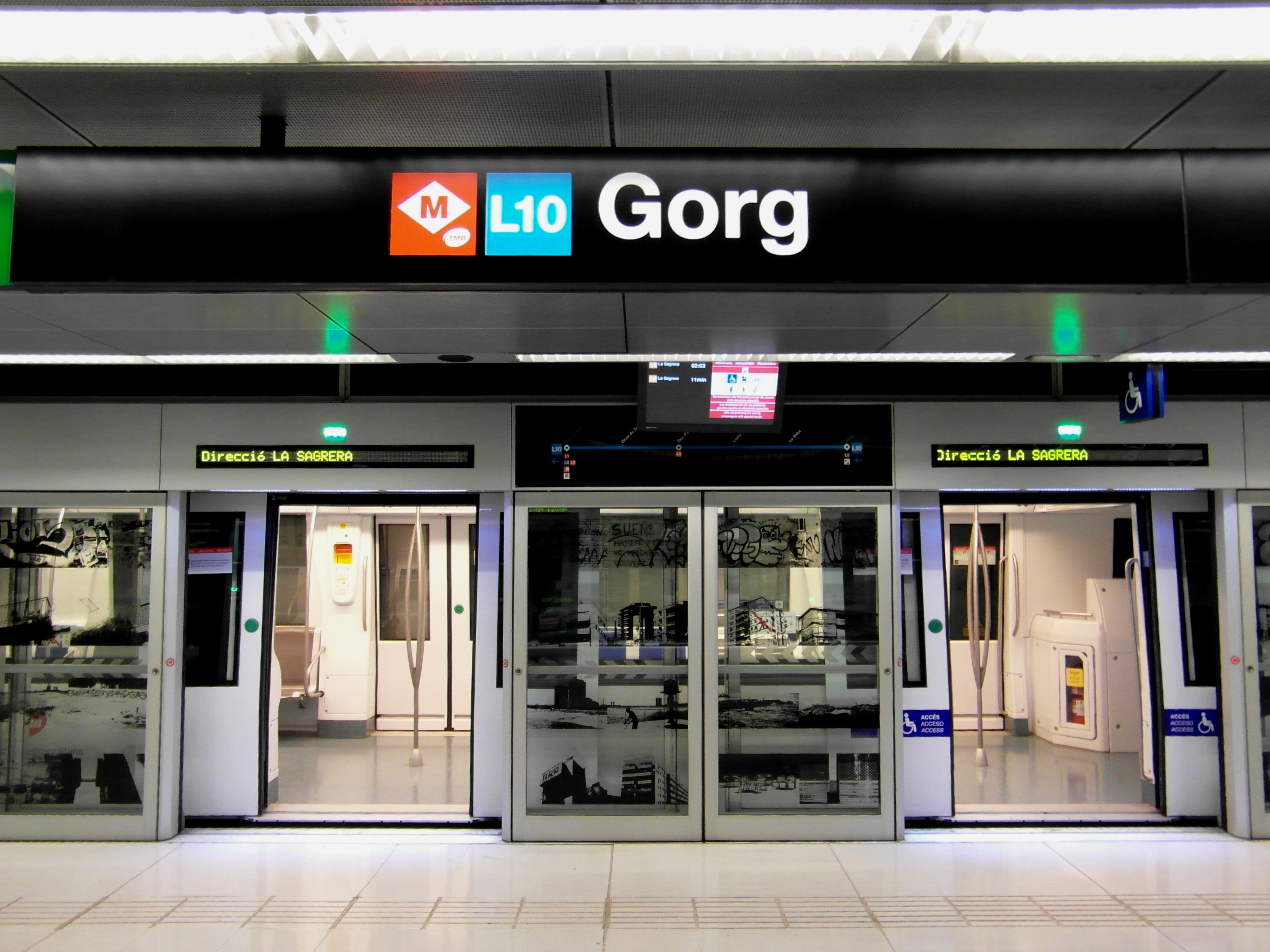
Estação Gorg, plataforma de embarque.

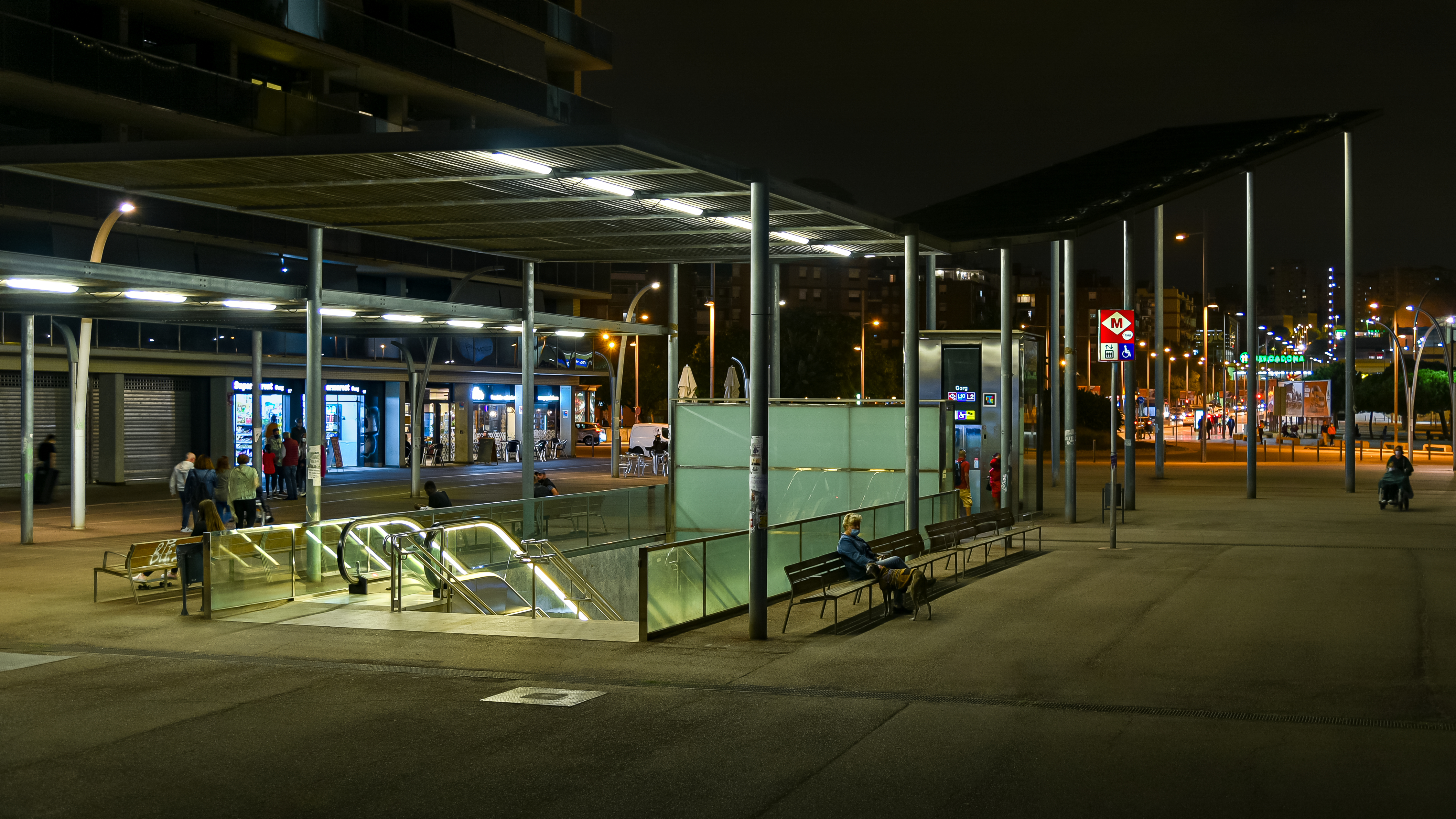
Acesso à estação.

Gorg é uma estação da linhas Linha 2 e Linha 10 do Metro de Barcelona.

## História
A estação em Gorg foi inaugurada em 22 de abril de 1985, quando a linha 4 do metrô de Barcelona colocou em operação a extensão desta linha das estações de La Pau às estações Pep Ventura. Em 1 de Outubro de 2003, o trecho da linha 4 do Metro de Barcelona de La Pau a Pep Ventura foi transferido para a linha 2 do Metro de Barcelona e devido a esta mudança, a estação foi remodelada e adaptada para pessoas com deficiência através da instalação de escadas rolantes e elevadores.
Em 8 de setembro de 2007, com a extensão da rede de Trambesòs de Sant Adrià de Besòs a Badalona, a parada de Gorg foi aberta e tornou-se a estação terminal de Trambesòs em Badalona.
A linha 10 do Metrô de Barcelona chegou à estação em 18 de abril de 2010, com a abertura da linha desta estação para Bon Pastor. O Presidente da Generalitat presidiu a cerimónia de inauguração da estação e viajou desta estação para Bon Pastor para inaugurar este novo ramal da linha em Badalona. A previsão inicial era de inaugurar a estação em 2004 e posteriormente em 2008, mas devido aos contratempos só entrou em operação em 2010.

## Acessos à estação
A estação está localizada na Av. do Marquès de Mont-roig no Barrio de Gorg de Badalona, perto do pavilhão olímpico de Badalona..
- Guifré  L2
- Avinguda Alfons XIII L2
- Antoni Bori  L10